# Autoconsciência
Em filosofia da mente, autoconsciência é a característica lógica da consciência de ser, constitutivamente, consciência da consciência. Não há consciência sem autoconsciência. Sempre que um sujeito tem consciência de um objeto ele tem autoconsciência da sua consciência desse objeto. 
A autoconsciência não se difere da consciência, a não ser logicamente. Consciência e autoconsciência são simultâneas, pois são a mesma coisa. No entanto, a autoconsciência é logicamente anterior à consciência, pois a consciência a pressupõe. 
A autoconsciência é pré-reflexiva, pois, se fosse o fruto da reflexão, seria logicamente posterior à consciência. Mas, caso a autoconsciência fosse logicamente posterior à consciência, não haveria consciência. Logo, a autoconsciência é pré-reflexiva. 
A autoconsciência é distinta do autoconhecimento, o qual é "consciência de segunda ordem", isto é, reflexão sobre a própria consciência.
Há, no entanto, discordância quanto à consciência ser dependente da autoconsciência, uma vez que há pesquisas sobre consciência animal.